# Amédée Lallier-Frémicourt
Amédée-Louis-Joseph Lallier-Frémicourt (14 février 1786, Cambrai - 24 juin 1835, Proville), est un homme politique français.

## Biographie
Négociant et maire de Cambrai, Lallier fut élu, le 5 juillet 1831, avec l'appui du gouvernement, député du 8e collège du Nord (Cambrai). 
Il siégea dans la majorité conservatrice et s'associa à tous ses votes. Réélu, le 21 juin 1834, il reprit sa place au centre, et mourut dans le cours de la législature (juin 1835).

## Sources
- « Amédée Lallier-Frémicourt », dans Adolphe Robert et Gaston Cougny, Dictionnaire des parlementaires français, Edgar Bourloton, 1889-1891 [détail de l’édition]